# Brock Holt
Brock Wyatt Holt (Fort Worth, 11 giugno 1988) è un giocatore di baseball statunitense che gioca nei ruoli di esterno, seconda base e interbase per gli Atlanta Braves della Major League Baseball (MLB).

## Biografia
Holt è nato a Fort Worth in Texas. Ottenuto il diploma nel 2006 alla Stephenville High School di Stephenville, si è iscritto al Navarro College di Corsicana, che ha frequentato negli anni 2007 e 2008; prima di trasferirsi alla Rice University di Houston nel 2009.

## Carriera

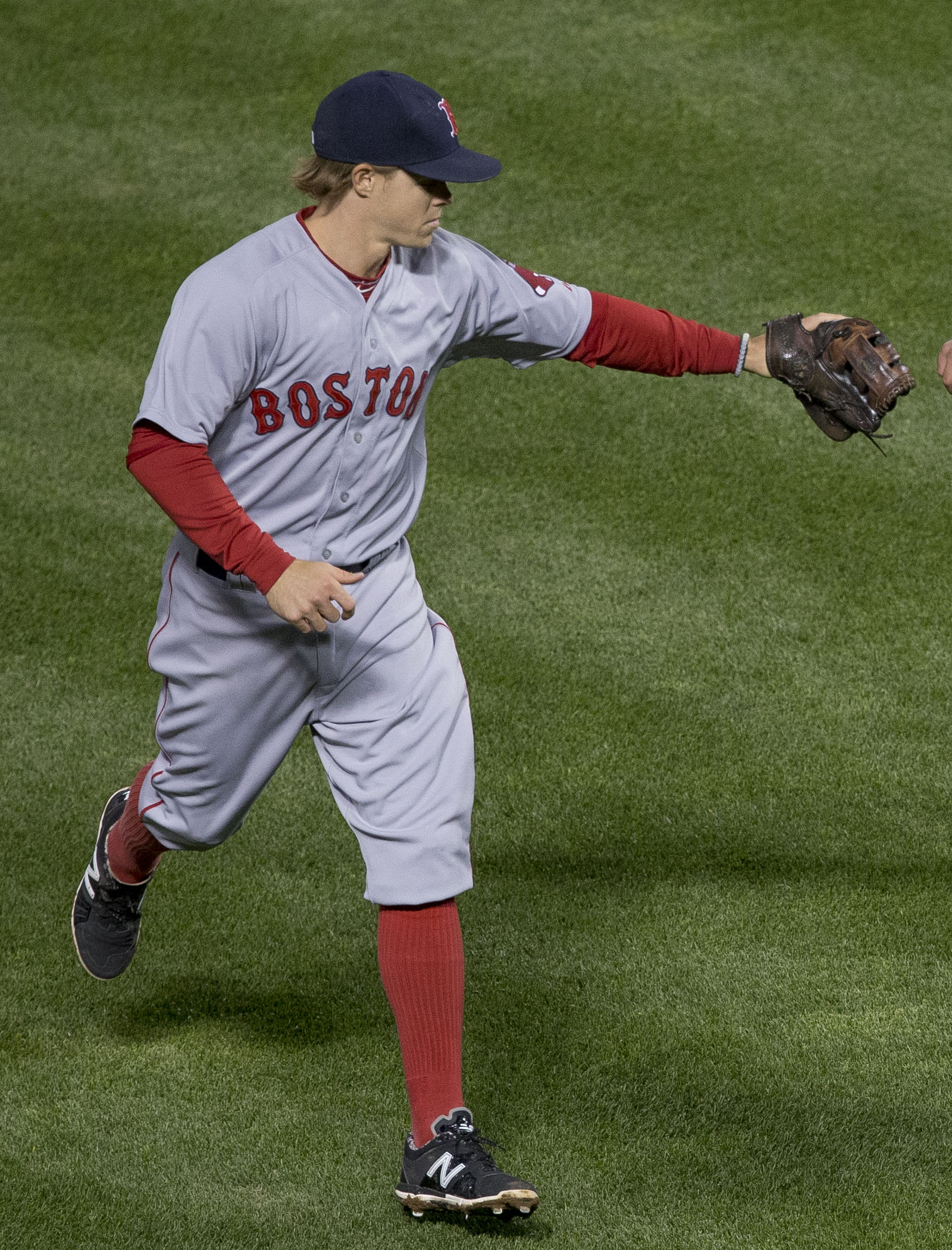
Holt con i Red Sox nel 2015

### Minor League (MiLB)
Holt fu selezionato nel nono turno del draft MLB 2009 dai Pittsburgh Pirates, giocando nella sua stagione d'esordio in classe A. Nel 2010 giocò in Classe A-avanzata e nel 2011 in Doppia-A. Iniziò la stagione 2012 in Doppia-A e più avanti fu promosso in Tripla-A.

### Major League (MLB)
Debuttò nella MLB il 1º settembre 2012, al Miller Park di Milwaukee, contro i Milwaukee Brewers. Schierato come sostituto battitore nella parte alta dell'ottavo inning, Holt ottenne una base su ball. Il 2 settembre sempre contro i Pirates, colpì le sue prime due valide, la prima nella parte alta del quarto inning e la seconda nella parte alta del quinto inning, con cui ottenne anche il primo punto battuto a casa. Concluse la stagione con 24 partite disputate nella MLB e 126 nella minor league, di cui 102 nella Doppia-A e 24 nella Tripla-A.
Il 26 dicembre 2012 i Pirates scambiarono Holt, assieme a Joel Hanrahan, con i Boston Red Sox in cambio di Ivan De Jesus Jr., Mark Melancon, Stolmy Pimentel e Jerry Sands. Iniziò la stagione 2013 nella minor league con i Pawtucket Red Sox per poi essere chiamato in prima squadra il 6 luglio. A fine stagione, a seguito della vittoria della squadra, riceve il suo primo anello delle World Series malgrado il non essere sceso in campo nei playoff. Terminò la stagione con 26 incontri disputati nella MLB e 83 nella Tripla-A.
Il 31 maggio 2014 contro i Rays, Holt batté il suo primo fuoricampo, un home run da due punti. Nella stagione 2014, giocò soprattutto nella MLB disputandovi 106 partite e giocando in sole 27 partite nella Tripla-A.
Nel 2015 inizia subito la stagione nel roster dei Red Sox, venendo convocato per partecipare all'All-Star Game nella selezione dell'American League.
Nel 2016 apparve per la prima volta nella post-season, concludendo una media battuta di .400, un punto battuta a casa e un fuoricampo. Partecipò anche nel 2017 al post-stagione, senza però mai apparire come battitore.
Nel 2018, in gara 3 delle divisional series contro i New York Yankees, Holt realizzò il primo ciclo in assoluto della storia della post-season MLB. Divenne free agent al termine della stagione 2019.
Il 18 febbraio 2020, Holt firmò un contratto annuale con i Milwaukee Brewers, con inclusa un'opzione del club per la stagione 2021. Venne designato per la riassegnazione il 22 agosto 2020.
Il 29 agosto 2020, Holt firmò un contratto con i Washington Nationals. Divenne free agent alla fine della stagione.
Il 12 febbraio 2021, Holt firmò un contratto di minor league con i Texas Rangers con un invito incluso per lo Spring Training. Divenne free agent al termine della stagione.
Il 20 marzo 2022, Holt firmò un contratto di minor league con gli Atlanta Braves.

## Palmarès

### Club
- World Series: 2

Boston Red Sox: 2013, 2018

### Individuale
- MLB All-Star: 1

2015